# ناغاشيما
ناغاشيما  هي بلدية في اليابان، وبلدة في اليابان، تقع في كاغوشيما، ومقاطعة إزومي، بلغ عدد سكانها 9,987  نسمة وذلك حسب إحصائيات سنة 2018، تبلغ مساحتها 116.18 كيلومتر مربع.